# Avenue du Cimetière-des-Batignolles
Pour les articles homonymes, voir Avenue du Cimetière (homonymie).
L'avenue du Cimetière-des-Batignolles est une voie du 17e arrondissement de Paris, en France.

## Situation et accès
L'avenue du Cimetière-des-Batignolles est une voie publique située dans le 17e arrondissement de Paris. Elle débute au 12, avenue de la Porte-de-Clichy et se termine au 9, rue Saint-Just.

## Origine du nom

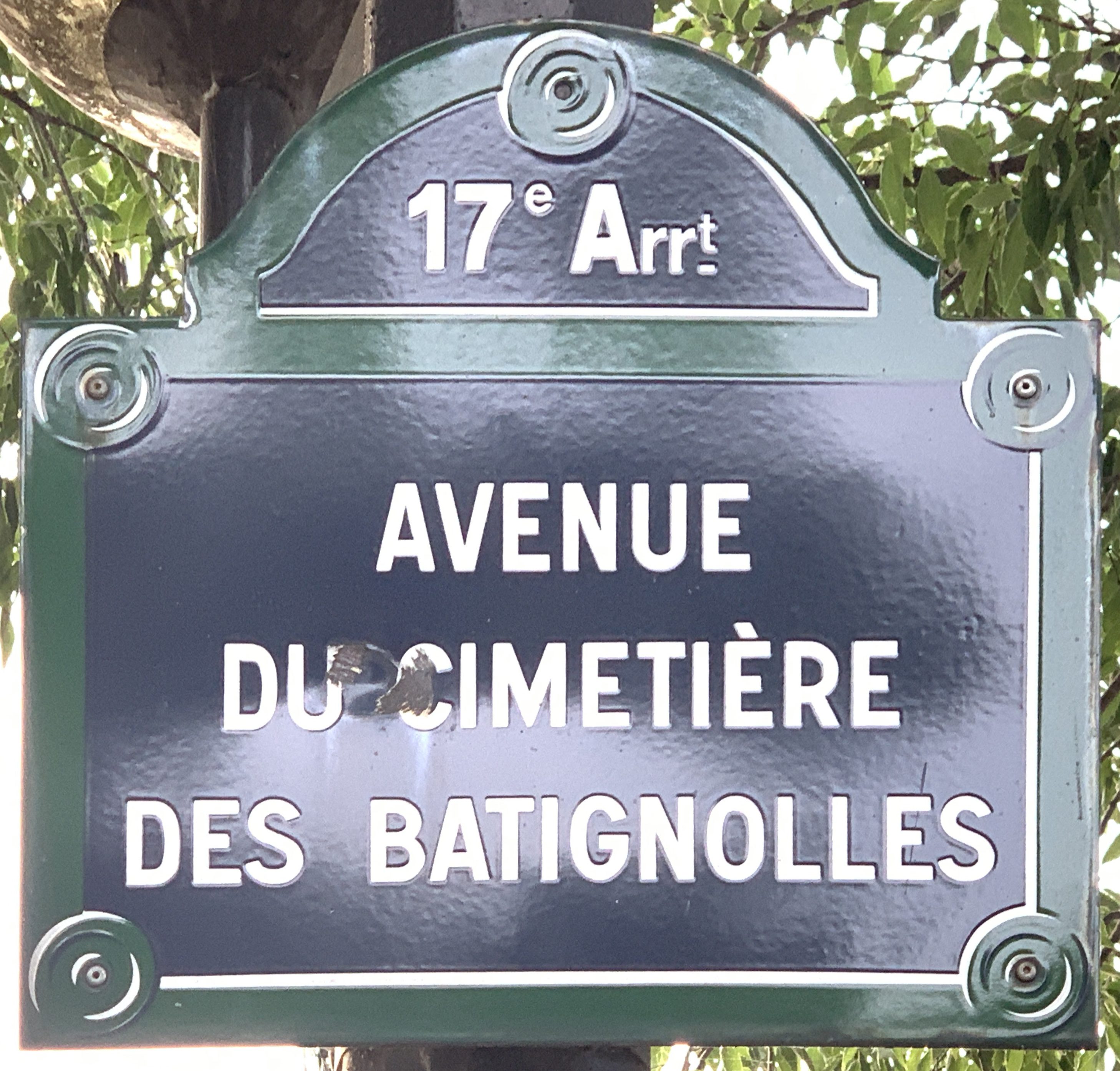
Plaque de l'avenue.

Cette avenue doit son nom au cimetière des Batignolles à laquelle elle mène.

## Historique
Cette voie, qui était située autrefois sur le territoire de Clichy, a été annexée à Paris par décret du 27 juillet 1930.